# سایمون وولفسان
سایمون وولفسان، (به انگلیسی: Simon Wolfson) (زاده ۲۷ آوریل ۱۹۶۷) کارآفرین، بازرگان و مدیر ارشد اجرایی بریتانیایی است، که در حال حاضر به‌عنوان مدیر عامل اجرایی شرکت نکست پی‌ال‌سی فعالیت می‌نماید.